# Pyrgomorpha albotaeniata
Pyrgomorpha albotaeniata is een rechtvleugelig insect uit de familie Pyrgomorphidae. De wetenschappelijke naam van deze soort is voor het eerst geldig gepubliceerd in 1908 door Werner.